# Elektronsko bankarstvo
Elektronsko bankarstvo definiše skup raznovrsnih načina izvođenja finansijskih transakcija upotrebom informacione i telekomunikacione tehnologije.
Elektronsko bankarstvo je brz, efikasan i pouzdan sistem koji omogućava da se putem Interneta pristupi banci nezavisno od vremena rada banke 24 časa dnevno, sedam dana u nedelji. Na ovaj način mogu se obavljati finansijske transakcije, imati uvid u stanje i dnevne promene na računu, preuzimati izvod od prethodnog dana, imati uvid u arhivske izvode, vršiti import i export izvoda u XML, XLS i TXT formatu. Da bi klijent obavljao platni promet elektronskim putem treba da poseduje računar odgovarajućih tehničkih karakteristika i ima mogućnost izlaza na Internet. 

## Oblici pojavljivanja elektronskog bankarstva
Banke su krenule najpre samo sa informacijama, zatim na dvosmernu komunikaciju, a u trećem koraku i na transakcije.
- Informativno predstavljanje je jednosmerna komunikacija gde se banke preko Interneta samo predstavljaju svojim – postojećim ili novim, potencijalnim korisnicima. Uglavnom ima reklamni karakter.
- Dvosmerna komunikacija korisnika i banke – putem e-maila ili interaktivnim pristupom nekom servisu. Ovo su takođe podaci marketinškog karaktera, ali postoji mogućnost, uz korisnikovu identifikaciju i autentifikaciju, da mu banka stavi na raspolaganje i dodatne informacije, servise.
- Bankarske transakcije na Internetu su najviši nivo komunikacije banke i komitenta.

Kada se govori o internet bankarstvo podrazumevaju se dva oblika rada. Takozvani on-line bankarski servis zahteva instalaciju softvera na »klijentu«, odnosno na PC-ju korisnika, pa se naziva i »softverski baziran«. Bez tog softvera korisnik ne može da radi. Samim tim on je ograničen na rad samo sa jednog PC-a. Softveri za tu namenu su Quicken, Microsoft Money i drugi. Internet bazirano bankarstvo – podrazumeva pristup bankarskom servisu sa bilo kog kompjutera koji se konektuje na Internet, od kuće, sa posla ili sa putovanja.

## Poslovi banaka na Internetu
1. Pristup i pregled stanja na računima korisnika
2. Evidencija svih transakcija
3. Plaćanja
4. Transfer novca sa računa na račun
5. Izmena informacija
6. Naručivanje čekova
7. Kontakti.
8. Plaćanje predefinisanih računa (PTT, EDB, Info stan..)

## Bankarske transakcije putem Interneta
Bankarske transakcije putem Interneta su jedan vid elektronskog plaćanja. U elektronsko plaćanje se mogu svrstati svi procesi plaćanja koji ne uključuju fizički novac - novčanice, kovanice. Prve ovakve transakcije su vršene u hibridnom modu, delom putem telefonskih mreža i delom putem Interneta. Danas je elektronsko plaćanje deo naše svakodnevnice, kao što su korišćenje ATM aparata, kreditnih ili debitnih kartica. Elektronski sistemi koji uspešno povezuju pojedince ili organizacije, vrše razmenu informacija i prenose novčanu vrednost sa jedne strane na drugu mogu značajno na ubrzaju proces plaćanja, povećaju isplativost, poboljšaju praćenje i transparentnost transakcija. 
Za banke koje nude opcije plaćanja elektronskim putem, najveći izazov jeste sprečiti potencijalne krađe i upade, osigurati bezbedne transakcije i sprečiti širenje poverljivih podataka. Sa daljim razvojem tehnologije i informisanjem ljudi očekuje se da će ova vrsta plaćanja preovladati, iako trenutno problem sa sigurnošću, kao i nepoverljivost šire javnosti, posebno starije populacije, taj proces usporavaju. Kao i ostale usluge koje pruža elektronsko bankarstvo, tako i plaćanja elektronskim putem, pružaju mogućnost vršenja transakcija 24 sata dnevno. Dostupnost usluga u bilo kom trenutku je značajna prednost koju korisnik očekuje prelaskom na elektronsko bankarstvo. 
Sredstva plaćanja
- Elektronski ili digitalni novac -  Elektronski novac može se efikasno koristiti za elektronsku trgovinu samo ako postoji infrastruktura visokog tehničkog nivoa. Transakcije putem elektronskom novca se vrše preko elektronskog konventora. Velika brzina prenosa podataka je osnovni preduslov za istovremeni prenos informacija o proizvodima potencijalnim klijentima. Pristup mora biti jednostavan i ekonomičan. Domaćinstva moraju biti opremljena personalnim računarima sa odgovarajućim softverom koji banka instalira radi sigurnosti transakcija.

- Elektronski čekovi - Elektronski dokument, digitalno potpisan, analogno potpisanom papirnom dokumentu, kojim se nalaže banci potpisnika da isplati iznos novca sa potpisnikovog računa u određenom roku. Digitalna verzija standardnih čekova. Neke prednosti elektronskih čekova su:
  - ne zahtevaju da korisnik obelodanjuje informacije o svom računu drugim pojedincima, prilikom učestvovanja na online aukcijama
  - ne zahtevaju da kupci neprestano šalju vrlo poverljive finansijske informacije putem Web-a
  - jeftiniji su za prodavce od kreditnih kartica
  - transakcije digitalnim čekovima su mnogo brže od transakcija baziranih na tradicionalnom, papirnom čeku.

- Kartice - Ubrzavaju kompletan proces kupovine kontrole naših sredstava na računu i omogućuju smanjenje papirologije koja je ranije bila slučaj pri kupovini. U zavisnosti od tipa kartice postoje različita pravila korišćenja, kao i pogodnosti koje one nude. 
  1. Debitne kartice - prema podacima iz 2017. godine, 74.19% populacije starije od 15 godina u Evropi koristi debitne kartice, sto ih čini najučestalijim sredstvom za vršenje elektronskih transakcija.
  2. Kreditne kartice - iako su manje korišćene u Evropi, u svetu su najkorišćenije sredstvo za elektronsko plaćanje.

Pored ova dva tipa kartica postoje i mnoge druge koje omogućavaju elektronsko plaćanje, neko od tih su: Kartica lojalnosti (Loyality Card), Stored Value kartica, Smart kartica.
- Elektronski novčanik - elektronska usluga koja objedinjuje sve podatke i usluge vezane za elektronsko plaćanje. U digitalnom novčaniku mogu biti elektronski čekovi, novac, kartice, ali i lična dokumenta. Postoje digitalne verzije novčanika sa specijalnom namenom korišćenja kriptovaluta.
- Kriptovalute - takođe su sredstvo za elektronsko plaćanje ali još uvek nije opšte prihvaćeno u svrhu bankarskih transakcija (npr.: Bitcoin)

## Literatura
- Boni, K.; Tsekeris, C. (2007): “Electronic Banking”, in Ritzer, G. (ed.), Blackwell Encyclopedia of Sociology, Blackwell Reference Online.
- Gandy, T. (1995): “Banking in e-space”, The banker, 145 (838), pp. 74–76.
- S Fatonah (2018) A Review of E-Payment System in E-Commerce. Journal of Physics: Conference Series. 1140 012033.
- Tan, M.; Teo, T. S. (2000): “Factors influencing the adoption of Internet banking”, Journal of the Association for Information Systems, 1 (5), pp. 1–42.